# Daisy Head
Daisy May Head (* 7. března 1991 Fulham, Londýn, Spojené království) je anglická herečka. Nejvíce se proslavila rolí Amy Stevenson v seriálu BBC One Syndicate a rolí Grace v americkém seriálu Guilt.

## Životopis
Daisy Head je dcera herce Anthonyho Heada. Navštěvovala taneční školu Dorothy Colbourne. Její mladší sestra je herečka Emily Head.

## Kariéra
Poprvé se objevila na obrazovce po boku svého otce v seriálu  Rose and Maloney. Následně se objevila v několika seriálech Trial and Retribution, Doktor Martina Holby City.
V roce 2010 se poprvé objevila ve filmu a to ve snímku The Last Seven, po boku Danny Dyer o rok později hrála v hudebním filmu Rules of Love.
Jako Arriane Alter se objeví v britskoaustralskoamerickém filmu Fallen, jehož premiéra by měla být v září 2016.
V listopadu 2015 bylo oznámeno, že získala hlavní roli Grace v dramatickém seriálu stanice Freeform Guilt. Premiéra seriálu byla 13. června 2016. Po odvysílání první řady byl zrušen.
Od ledna 2018 hraje v seriálu Girlfriends. V roce 2018 si také zahrála roli Christiny ve filmu Ophelia.

## Filmografie

### Film
| Rok  | Název                    | Role          | Poznámky |
| ---- | ------------------------ | ------------- | -------- |
| 2010 | The Last Seven           | Chloe Komory  |          |
| 2014 | Srdce lehkosti           | Bolette       |          |
| 2016 | Pád                      | Arriane Alter |          |
| 2016 | Underworld: Krvavé války | Alexia        |          |
| 2018 | Ophelia                  | Christina     |          |

### Televize
| Rok  | Název                   | Role              | Poznámky                        |
| ---- | ----------------------- | ----------------- | ------------------------------- |
| 2004 | Feather Boy             | Kate Barber       | 6 dílů                          |
| 2005 | Rose and Maloney        | Daniella Terry    | díl: „Some Fine Day“            |
| 2005 | Trial & Retribution     | Naomi Franke      | díl: „The Lovers: Part 1“       |
| 2005 | Patrick's Planety       | Christina         | 13 dílů                         |
| 2007 | Doktor Martin           | Mandie Jordan     | díl: „Příští ráno“              |
| 2010 | Holby City              | Miri Gellert      | 2 díly                          |
| 2010 | Rules of Love           | Daisy             | TV film                         |
| 2011 | Doctors                 | Victoria Liston   | díl: „Quarantine“               |
| 2012 | Endeavour               | Jenny Ostrý       | díl: „Pilot“                    |
| 2012 | Proxy                   | Sarah             | 8 dílů                          |
| 2013 | When Calls the Heart    | Julie Thatcherová | TV film                         |
| 2015 | Suspects                | Emily Perkins     | díl: „Connections“              |
| 2015 | The Syndicate           | Amy Stevenson     | hlavní role (3. řada), 6 dílů   |
| 2016 | Guilt                   | Grace Atwood      | hlavní role, 10 dílů            |
| 2017 | A Midsummer's Nightmare | Elena             | neprodaný televizní pilotní díl |
| 2018 | Girlfriends             | Ruby              | hlavní role                     |